# Arcángel
Austin Agustín Santos (n. 23 decembrie 1985 la New York), mai bine cunoscut sub numele de artă Arcángel, este un cântăreț și actor de origine dominicană și portoricană. S-a născut în orașul New York și s-a stabilit definitiv în Puerto Rico în 2002, cu scopul de a deveni cântăreț de reggaeton. În timpul șederii sale în Puerto Rico, el și Rafael Castillo au format un duet sub numele de Arcángel y De la Ghetto. În curând, duo-ul a produs în cele din urmă operele devenind faimoase printre fanii genului, în special în Statele Unite și Puerto Rico, cum ar fi Agresivo, Sorpresa și Mi fanática în anii 2000.
Arcángel și-a început cariera solo cu primul său album CD El Fenomenem la sfârșitul anului 2008. Albumul include melodii produse de Luny Tunes. Ne vom aminti de celebrul Demente bailando și Por amar a ciegas, care vor deveni repede cu succes pe radiourile americane.

## Biografie
Arcángel s-a născut pe 23 decembrie 1985 în New York, fiind fiul mamei dominicanice Carmen Santos și al tatălui dominican. La acea vreme, mama lui făcea parte dintr-un grup de muzică Dominicană de meringu numită Las Chicas del Can, care erau foarte populare în anii 1980 și 1990. A crescut și a ascultat diferite genuri muzicale și mai ales rocă, atrăgată de Robi Draco Rosa, muzician portorican și fost membru al grupului Menudo. Arcángel se confruntă cu faptul că nu-i plăcea întotdeauna lui Reggaeton; el spune că, deși nu este genul său muzical preferat, este mai ușor să cânte. În anii 2000, Arcángel a devenit interesat de noi genuri muzicale, mulțumită unor artiști precum Tego Calderón și Tempo, care l-au inspirat într-o carieră de rapper în Puerto Rico.
Arcángel a poreclit La Maravilla, din moment ce albumul cu același nume. Dar are multe. La fel ca Papi Arca, Maravish (acum scurtat la The Marash), El monarca de los mares navidad, are obiceiul sa semneze verbal majoritatea melodiilor sale Arcangel pa, care provine de la onomatopoeia prrra. 

## Cariera de actor
În 2008, Arcángel a jucat în filmul Muerte en El Paraíso, care povestește despre doi frați care se angajează în muzică, dar care sunt victimele unei înșelători a doi directori ai companiei lor de discuri. Filmul este regizat de Abimael Acosta și lansat pe 5 martie 2008 în cinematografele selectate. În film, Arcángel îl interpretează pe Kalil, unul dintre frații care este nou în această industrie. Filmul este distribuit de producția independentă Producciones Nuevo-Enfoque, produs de Jeancarlo Rodríguez și Doel Alicea.

## Discografie

### Albume studio
- 2007 : La Maravilla
- 2008 : El Fenómeno
- 2010 : Optimus A.R.C.A
- 2013 : Sentimiento, Elegencia y Maldad
- 2015 : "Los Favoritos"
- 2018 : "Ares"
- 2019 : "historias de un capricornio"
- 2020 : "Los Favoritos 2"
- 2021 : "Los Favoritos 2.5"
- 2022 : "Sr. Santos"
- 2023 : "Sentimiento, Elegancia y Más Maldad"

### Mixtapes
- 2006 : K-Libre
- 2006 : La Factoría del Flow (Featuring De La Ghetto)
- 2006 : La Factoría del Flow, Vol.2 (avec De La Ghetto)
- 2007 : The New King
- 2007 : K-Libre: Special Edition
- 2007 : La Factoría del Flow, Vol.3 Featuring De La Ghetto
- 2008 : Captain America
2009Los Metalicos Old 18+
- 2009 : The Hitmaker
- 2010 : The Problem Child
- 2011 : Optimus A.R.C.A Reborn
- 2013 : Imperio Nazza: Arcángel Edition
- 2007 : La Factoría del Flow, Vol.3
- 2013 : Juntos Por Necesidad Del Genero (Feat. De La Ghetto)
- 2015 : El Fenómeno Special Edition

### Single-uri
- 2006 : Ella Quiere
- 2007 : Chica Virtual
- 2007 : Aparentemente (feat. Yaga & Mackie)
- 2008 : Pa' Que La Pases Bien
- 2008 : Por Amar A Ciegas
- 2009 : Feliz Navidad
- 2010 : Feliz Navidad 2
- 2010 : La Velita - Featuring: Ivy Queen, Zion and Jadiel
- 2011 : Mi Voz, Mi Estilo & Mi Flow
- 2011 : Feliz Navidad 3
- 2012 : Me Prefieres A Mí
- 2012 : Guaya - Featuring: Daddy Yankee
- 2012 : Diosa De Los Corazones - RKM and Ken-Y, Zion & Lennox, Arcangel, and Lobo
- 2012 : Flow Violento
- 2012 : La Formula Sigue - Featuring: RKM and Ken-Y, Zion & Lennox & Plan B
- 2012 : Rico Para Siempre
- 2012 : Feliz Navidad 4
- 2013 : Gucci Boys Club
- 2013 : Hace Mucho Tiempo
- 2015 : Flow Cabron, Featuring : Tali
- 2017 : Po' Encima, Featuring : Bryant Myers
- 2017 : Me Acostumbre, Featuring: Bad Bunny
- 2018 : El Granjero
- 2018 : Original - Featuring: Bad Bunny
- 2019 : Te Esperaré
- 2019 : Invicto
- 2019 : Memoria Rota, (Featuring. Myke Towers)
- 2020 : Amantes & Amigos, (Featuring. Sech).

### Colaborări
- 2010 : Golpe De Estado
- 2011 : Armados Y Peligrosos
- 2012 : El Imperio Nazza
- 2012 : El Imperio Nazza: Gold Edition
- 2012 : La Formula
- 2013 : Más Flow 3
- 2015 : Tanto Tiempo, Featuring : Luigi 21 Plus
- 2019 : Ven Y Hazlo Tú, Featuring : Nicky Jam, J Balvin, Anuel AA
- 2019 : Si Se Da Remix, Featuring : Myke Towers, Farruko, Sech & Zion
- 2020 : Vida Buena Remix, Featuring Eladio Carrión.
- 2020 : Tócame, feat. Anitta & De La Ghetto.
- 2020 : No Se Te Dió, (Feat. Nio Garcia & Casper Magico, De La Ghetto).
- 2020 : Enemigos Ocultos, (Featuring. Wisin, Myke Towers, Ozuna, Cosculluela, Juanka).
- 2020 : Ella Endendio, (Featuring.  Yandel, Farruko).
- 2020 : Cara de Buena, (Featuring. Chesca).
- 2020 : Swaggy, (Featuring Alex Rose).

### Albume iTunes
- 2004 : Arcangel
- 2009 : La Maravilla Finest Hits
- 2009 : Special edition vol.1
- 2010 : La Maravilla, Vol.2